# アンヴァル・アルティコフ
アンヴァル・アルティコフ（1951年 -）は、キルギスタンの政治家。チューリップ革命時、オシ州に並行政権を樹立した。

## 経歴
- 1979年 - オシ自動車基地の主任技師
- 1981年 - KAMAZ自動車のオシ地域サービス・部品保障センター長。このセンターは、KAMAZのセンター全体で1位を6回占めた。
- 1980年代 - 党ジャララバード州委員会第二書記、キルギス共産党中央委員会総務局長
- 1990年～2000年 - ジョゴルク・ケネシ (キルギス議会) 代議員
- 2004年～2005年 - 世界銀行のエネルギー分野のプロジェクトの管理官

2005年3月19日、「人民クリルタイ」において、オシ州人民ケネシ議長に選出されたが、3月20日、アスカル・アカエフの命令により、娘と共に逮捕された。3月25日、クルマンベク・バキエフ政権により、州アキム（知事）代行として公認され、12月9日まで就任した。
「アタ・ジュルト」運動の指導者。（今のアタ・ジュルト党とは別）